# Хромат магния
Хромат магния — неорганическое соединение,
соль магния и хромовой кислоты с формулой MgCrO4,
жёлтые кристаллы,
растворяется в воде,
образует кристаллогидраты.

## Получение
- Нагревание смеси хромата кальция и сульфата магния:

{\displaystyle {\mathsf {MgSO_{4}+CaCrO_{4}\ {\xrightarrow {100-170^{o}C,10MPa}}\ MgCrO_{4}+CaSO_{4}\downarrow }}}

## Физические свойства
Хромат магния образует кристаллы
ромбической сингонии,
пространственная группа C mcm,
параметры ячейки a = 0,5497 нм, b = 0,8368 нм, c = 0,6147 нм
.
При повышении температуры происходит переход в фазу
моноклинной сингонии,
пространственная группа C 2/m,
параметры ячейки a = 0,995 нм, b = 0,916 нм, c = 0,6759 нм, β = 103,68°, Z = 4.
Растворяется в воде.
Образует кристаллогидраты состава MgCrO4•n H2O, где n = 1, 5, 7 и 11.
Кристаллогидрат состава MgCrO4•7H2O — жёлтые кристаллы
ромбической сингонии,
пространственная группа P 212121,
параметры ячейки a = 1,189 нм, b = 1,201 нм, c = 0,689 нм, Z = 4.

## Химические свойства
- Разлагается при нагревании:

{\displaystyle {\mathsf {4MgCrO_{4}\ \xrightarrow {525-645^{o}C} \ 2Mg(CrO_{2})_{2}+2MgO+3O_{2}}}}

## Применение
- Применяется для изготовления огнеупорной футеровки металлургических печей.